# 안시우
안시우는 대한민국의 희극 배우이다.
현재 딩굴딩굴, 디비디방이라는 유튜브를 운영하고 있다
안시우는 2017년 당시 안시우의 혈중알코올농도는 0.198%로 면허 취소 수준이었다.
이서울 강서구 등촌동의 한 도로에서 음주 상태로 운전을 하다 정차 중이던 버스를 들이받았다.

## 방송
- KBS2 개그사냥
- KBS2 폭소클럽 2
- SBS 웃찾사
  - 내 친구 마음이 (2007)
  - 정리정돈 (2007)
  - 선영아 사랑해 (2008)
  - 카리스마 유봉쌤 (2009)
  - 인간탐구 롤러스케이트 (2010)
  - 범인의 취향 (2010)
  - 어제 오늘 내일 (2010)
  - 강남엄마 (2013.04.14 ~ 2013.09.29)
  - 굿닥터 (2013.10.11 ~ 2014.05.16)
  - 말로합시다 (2013.11.22 ~ 2014.01.24)
  - 의뢰인 (2014.05.16)
  - 알바넷 (2014.07.25 ~ 2014.09.12)
  - 막둥이 (2014.08.22 ~ 2015.08.16)
  - 새벽의 스타 (2014.09.26 ~ 2014.10.03)
  - 배우고 싶어요 (2014.12.05 ~ 2015.06.07)
  - 풍문으로 들었소 (2015.05.10)
  - 이야~ (2015.07.26 ~ 2016.01.31)
  - YOP (2016.03.04 ~ 2016.09.21)
  - 흔한남매 (2016.07.15)
  - 사줘요 (2016.10.12 ~ 2016.12.07)
  - 개그청문회 (2016.12.21 ~ 2017.03.08)
  - 저승사자 (2017.02.08 ~ 2017.03.15)
- SBS 개그투나잇
  - 영상물 심사위원회 (2011.11.26 ~ 2012.03.10)
  - 마더 (2012.03.24 ~ 2012.09.22)
  - 미안한데 (2012.06.02 ~ 2013.02.16)
  - 화성인 가족 (2012.07.21 ~ 2012.09.08)
  - 쇼 미더 개그 (2012.09.15 ~ 2012.12.22)
  - 정현수의 행쇼 (2012.10.20 ~ 2012.12.22)
  - 리쌈 (2013.01.05 ~ 2013.01.19)
  - 언중유골 (2013.02.16 ~ 2013.02.23)
  - 언쟁호투 (2013.03.02)
- SBS 일요일이 좋다 런닝맨

### 유튜브
- 1등미디어 - 테니스 1등
- 딩굴딩굴[2]
- 디비디방
- 뜌땜부부

## 수상
- SBS 개그콘테스트 입상
- 2013년 SBS 연예대상 코미디부문 우수상
- 2015년 SBS 연예대상 코미디부문 우수상